# Ferenc Gyurcsány
Ferenc Gyurcsány (IPA: /ˈfɛrɛnts ˈɟurtʃaːɲ/), född 4 juni 1961 i Pápa, är en ungersk politiker och finansman.

## Biografi
Ferenc Gyurcsány började sin politiska karriär som inom det Ungerska kommunistpartiets ungdomsförbund (KISZ). Hans första högskoleexamen var en lärarexamen som han avlade 1984 på Jannus Pannonius Tudományegyetem. 1990 tog han civilekonomexamen på samma universitet. Från 1992 arbetade han som VD på ett internationellt finansbolag, (EUROCORP) samt som VD på "ALTUS Befektetési és Vagyonkezelő Rt." (ALTUS Investering och Förmögenhetsförvaltning AB). Från 2002 arbetade han hos dåvarande premiärminister Péter Medgyessy som strategisk chefsrådgivare. 
Ferenc Gyurcsány återkom till politiken som minister i Péter Medgyessys regering från 5 maj 2003, där han var idrottsminister. Efter en regeringskris 2004 blev han premiärminister från 29 september samma år.
Trots dåliga opinionssiffror lyckades han vinna parlamentsvalet våren 2006. I september samma år läckte dock en bandupptagning ut, där Ferenc Gyurcsány i ett tal till sina nyvalda parlamentariker från sitt parti medgav han att man ljugit vid valet om landets ekonomi för att bli återvald. Detta orsakade våldsamma upplopp i Budapest och krav på att han skulle avgå.
Efter fortsatt försämrad ekonomi och konflikter med koalitionsparten SZDSZ som lämnade regeringssamarbetet avgick han den 14 april 2009. Premiärministerposten övertogs av Gordon Bajnai.

### Familj
Ferenc Gyurcsány är gift med Klára Dobrev (barnbarn till Antal Apró), med vilken han har fyra barn: Péter (f. 1988), Bálint (f. 1990), Anna (f. 1996) och Tamás (f. 1997).